# 告白教会

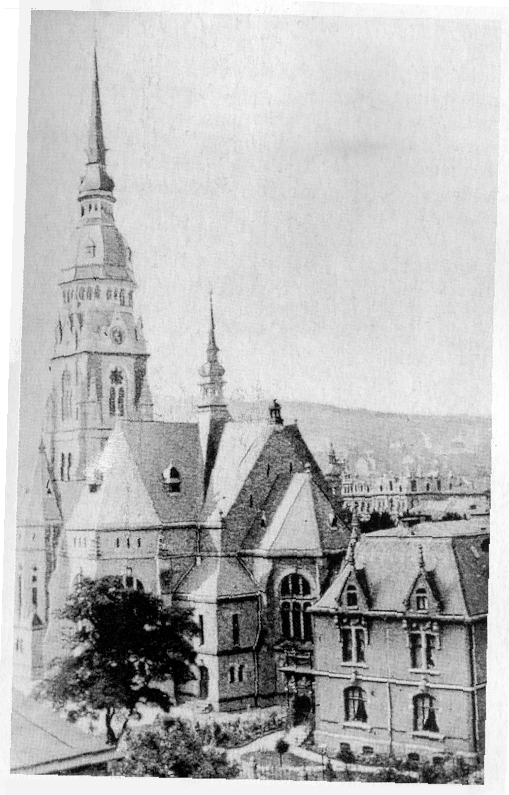
バルメン＝ゲマルケ教会

告白教会（こくはくきょうかい、ドイツ語: Bekennende Kirche）は、1933年に政権を奪取したナチスに反対するドイツの福音主義教会に属する牧師、信徒たちがモーセの十戒の第一戒を旗印として結成した組織である。

## 創設

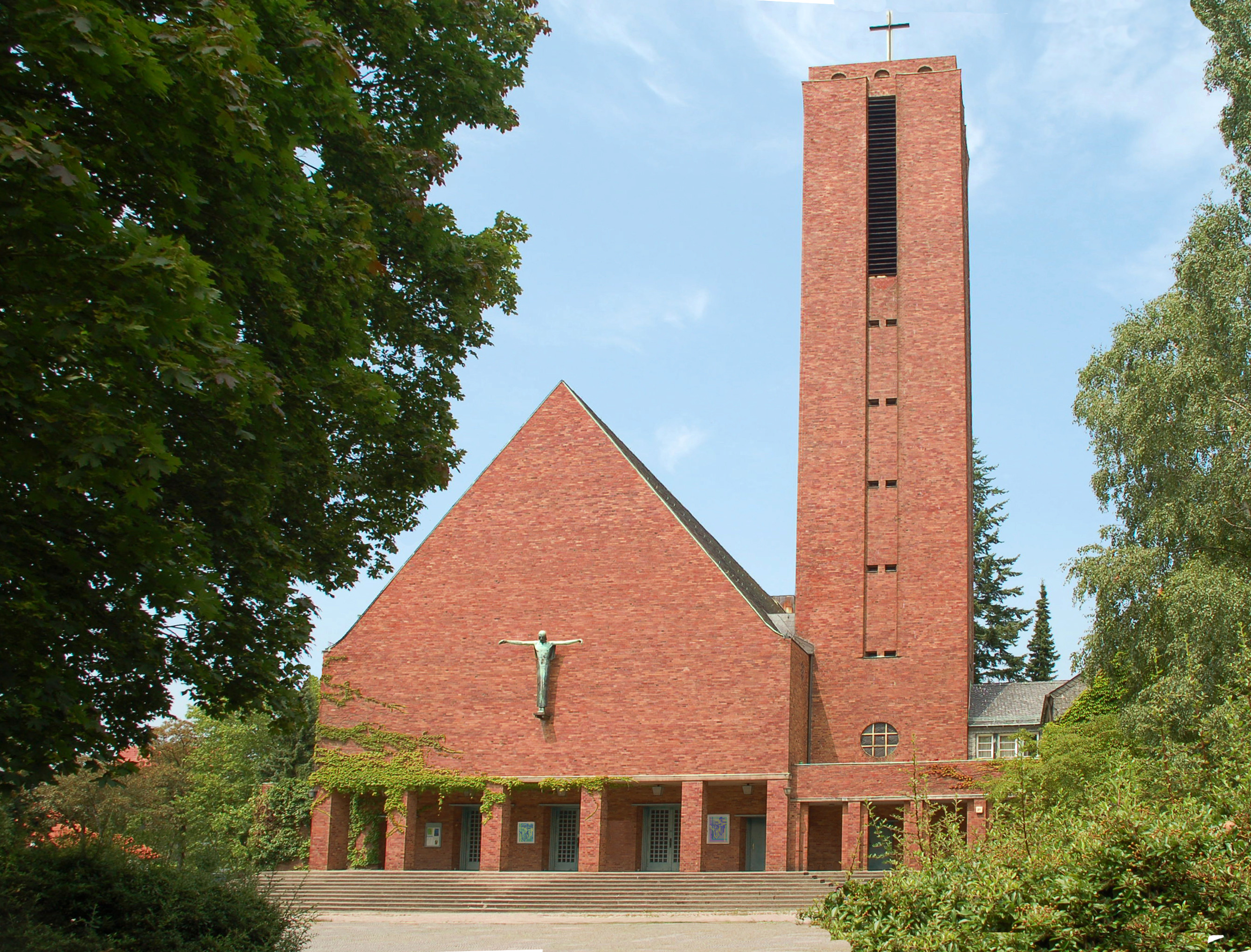
イエス＝キリスト＝教会 (ダーレム)、
ベルリンのダーレム地区に
あり、告白教会の中心的存在だった。

1933年9月、古プロイセン合同福音主義教会は公務員からユダヤ人を追放するアーリア条項を教会にも適用することを決定し、ユダヤ系の牧師は追放された。これに反発したディートリヒ・ボンヘッファー、マルティン・ニーメラーらは牧師緊急同盟を結成し、ナチスに対する反対運動を開始した。この牧師緊急同盟にはドイツの福音主義教会牧師の約3分の1が加入した。
1934年1月にベルリンで教会指導者と神学者の集会が持たれた。1934年5月29日から31日までヴッパータール・バルメンで最初の第1回告白教会総会が開かれ、スイスの組織神学者カール・バルトらが中心になって起草されたバルメン宣言が採択された。1934年10月19日から20日まで第2回告白教会総会がベルリンのイエス＝キリスト＝教会 (ダーレム)を会場にして開催された。この第2回告白教会総会前後から内部対立が生じ始めた。1つは古プロイセン合同福音主義教会などの告白教会常議員会を中心とするいわゆる「ダーレム主義者」と呼ばれた者たちで、彼らは急進的傾向を示していた。これに対して、もう一つの流れはルター派州教会であり、彼らは穏健な傾向を示していた。この二つの流れは教会政治上の姿勢の違いだけでなく、神学上の見解も異なっていた。前者の合同教会に属するダーレム主義者たちは「バルメン宣言」をアウクスブルク信仰告白と並ぶ「信仰告白」と見なし、告白教会の中心に置いた。後者のルター派州教会側は「バルメン宣言」を信仰告白と見なすことを拒み、あくまでも重要な決議事項に留めようとした。1936年の第4回告白教会総会でも議論されたが、この対立は解消できず、以後総会の開催も出来なくなった。なお、ドイツの福音主義教会全体では、ナチスの政策に従うドイツ的キリスト者の運動が優勢であり、告白教会の勢力は劣勢であった。1937年にはマルティン・ニーメラーが逮捕され、強制収容所に収容された。1938年頃には教会の活動は停滞し、水晶の夜にもメッセージを打ち出すことは出来なかった。バルトはこの時期を「ふるい分けの時期」と評している。

## 抵抗
ボンヘッファーは義兄ハンス・フォン・ドホナーニを介して黒いオーケストラと呼ばれる、ドイツ国防軍内の反ヒトラー組織に接近した。しかし1944年7月20日のヒトラー暗殺未遂事件後に逮捕、処刑された。